# Toegift
Een toegift is een muziekwerk dat aan het einde van een concert of recital wordt gespeeld en niet in de programmering aangegeven staat. Gewoonlijk gebeurt dit op aandrang van het publiek – de musici hebben het podium al verlaten en worden door het applaudisserende publiek "teruggeroepen". Het heet een bisnummer of encore (uit het Frans: 'nog eens') als door de artiest(en) het laatst gespeelde stuk herhaald wordt.    

## Klassiek
Het is gebruik dat een toegift slechts gegeven wordt als de musicus een langdurig applaus heeft ontvangen voor zijn optreden. De musicus kan dan beslissen of hij nog een of twee stukken als extraatje ten gehore brengt.
Het karakter van een toegift is dat het doorgaans een kort en herkenbaar stuk betreft. Doorgaans wordt door de musicus een toegift zo gekozen dat de specifieke vaardigheid van de speler onderstreept wordt, zoals een virtuoos pianist die als toegift enige technische hoogstandjes van Franz Liszt laat horen, of een lyrisch violist die tot slot nog een meeslepend stuk speelt zoals de Méditation uit Thaïs van Massenet, of een deel van een Bach-partita. 
In uitvoeringen van klassieke muziek is een toegift gewoonlijk gepland, aangezien men zeker bij orkesten, koren en andere grote ensembles niet gemakkelijk spontaan een stukje kan spelen. Bij soloartiesten komt een spontane toegift weer wel voor. In alle gevallen gaat het om een klein en meestal minder pretentieus stukje: een bagatelle, een mars, een ouverture etcetera. Soms komen bij traditionele concerten vaste toegiften voor, die het publiek altijd verwacht maar toch buiten het programma blijven. Zo worden op het Weens Nieuwjaarsconcert steevast de wals An der schönen blauen Donau en de Radetzkymars gespeeld.
Sommige pianisten brachten een programma dat voor een groot gedeelte uit toegiften bestond. Er zijn gevallen bekend van recitals met wel zes of zeven encores: Grigori Sokolov speelt er zes na vrijwel elk recital. Er zijn ook musici die hun gehele programma uit encores laten bestaan. Dit soort bonbon-programma's zijn bij het grote publiek vaak geliefd vanwege de herkenbare stukken.

## Popmuziek
Ook in de popmuziek is een toegift gebruikelijk. Hier hoort het publiek dan luid om te schreeuwen, in de trant van “We want more!”, men blijft applaudisseren, fluiten, zingen, of met de voeten stampen tot de muzikanten terug op het podium staan. Het publiek uit zijn appreciatie voor het concert, de zanger of groep toont hun dankbaarheid door nog even terug te komen. Gewoonlijk brengt men dan een of meer grote hits, die het concert een sterke afsluiting moeten geven. Soms is het een toepasselijk nummer om mee te eindigen. Vaak staan toegiften van tevoren al op de setlist van het concert. Spontane bisnummers komen niet zo frequent voor. Het ontsteken van de zaallichten betekent het definitieve einde van het optreden. 
Voor een band die als voorprogramma speelt of tijdens een festival is er meestal geen ruimte voor encores om het tijdsschema te kunnen volgen, enkel bij de afsluiter van de festivaldag is dit mogelijk. 